# Siemyśl (gmina)
Siemyśl – gmina wiejska w województwie zachodniopomorskim, położona w zachodniej części powiatu kołobrzeskiego. Siedzibą gminy jest wieś Siemyśl.
Według danych z 31 grudnia 2016 r. gmina miała 3767 mieszkańców.
Miejsce w województwie (na 114 gmin):

powierzchnia 94., ludność 100.

## Położenie
Według danych z 1 stycznia 2010 powierzchnia gminy wynosi 107,31 km². Gmina stanowi 14,8% powierzchni powiatu.
Sąsiednie gminy:
- Gościno, Kołobrzeg i Rymań (powiat kołobrzeski)
- Brojce i Trzebiatów (powiat gryficki)

W latach 1950–1998 gmina należała do województwa koszalińskiego.

## Miejscowości i podział administracyjny
Gmina Siemyśl utworzyła 11 jednostek pomocniczych gminy, będących sołectwami.

Podział gminy na sołectwa

| Sołectwa                      | Miejscowości                |
| ----------------------------- | --------------------------- |
| Sołectwo Białokury            | Białokury                   |
| Sołectwo Byszewo              | Byszewo                     |
| Sołectwo Charzyno             | Charzyno                    |
| Sołectwo Kędrzyno             | Kędrzyno, Paprocie, Wędzice |
| Sołectwo Morowo               | Morowo                      |
| Sołectwo Niemierze            | Niemierze, Grabowo          |
| Sołectwo Nieżyn               | Nieżyn, Mącznik             |
| Sołectwo Siemyśl              | Siemyśl                     |
| Sołectwo Świecie Kołobrzeskie | Świecie Kołobrzeskie        |
| Sołectwo Trzynik              | Trzynik, Wszemierzyce       |
| Sołectwo Unieradz             | Unieradz, Izdebno           |

## Demografia
Według danych z 31 grudnia 2016 r. gmina miała 3767 mieszkańców, co stanowiło 4,7% ludności powiatu. Gęstość zaludnienia wynosi 35,1 osoby na km².

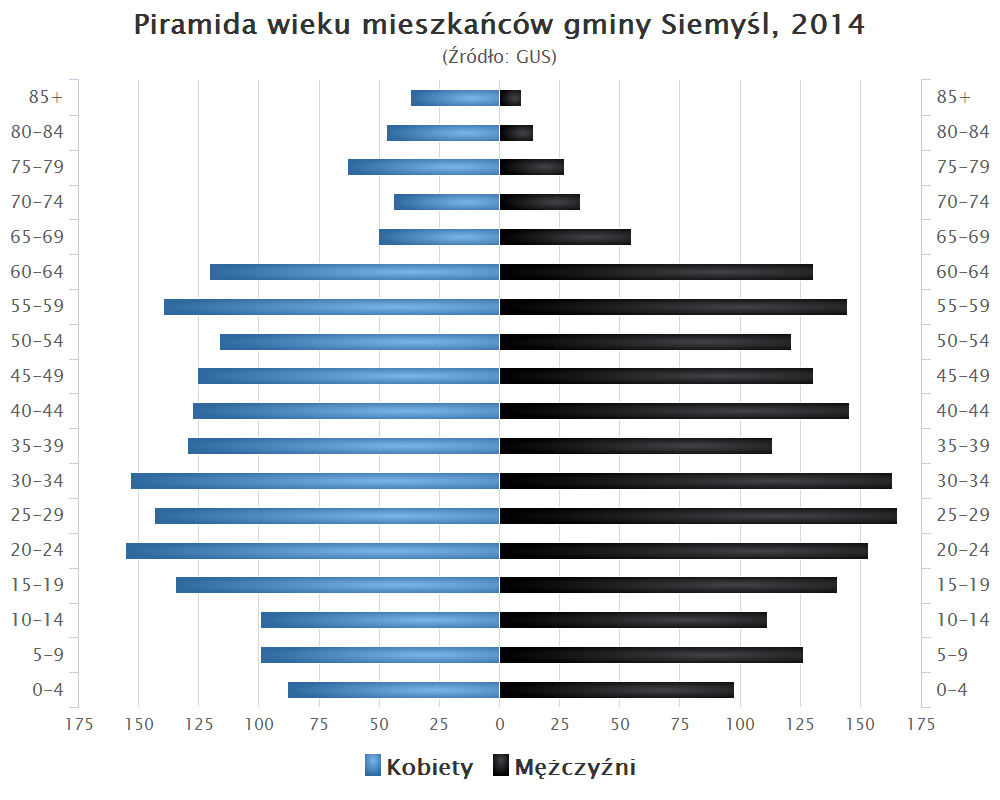
Piramida wieku mieszkańców gminy Siemyśl w 2014 roku

Dane z 31 grudnia 2016 r.:
| Opis      | Ogółem | Ogółem | Kobiety | Kobiety | Mężczyźni | Mężczyźni |
| --------- | ------ | ------ | ------- | ------- | --------- | --------- |
| Jednostka | osób   | %      | osób    | %       | osób      | %         |
| Populacja | 3767   | 100    | 1869    | 49,62   | 1898      | 50,38     |

## Przyroda i turystyka
Gmina leży na Równinie Gryfickiej. W przeważającej części jest to gmina rolnicza, tereny zalesione znajdują się tylko we wschodniej części (okolice jeziora Kamienica oraz dolina Parsęty). Tereny leśne zajmują 16% powierzchni gminy, a użytki rolne 74%.
Obecnie przez teren gminy Siemyśl przebiegają dwa odcinki, położonej na miejscu dawnej linii kolejowej, ścieżki rowerowej „Szlakiem po nasypie kolejki wąskotorowej” – jeden z Zieleniewa do Gościna (przez Charzyno), a drugi z Gościna przez Trzynik nad jezioro Popiel (Studnica).

Uproszczona sieć drogowa w gminie Siemyśl

## Komunikacja
Przez obszar gminy nie prowadzą drogi wojewódzkie ani krajowe. Najbliżej gminy położone są drogi wojewódzkie nr 102 prowadząca przez gminę Kołobrzeg i nr 162 przez gminę Gościno oraz droga krajowa nr 6 w gminie Rymań. Odległość z Siemyśla do siedziby władz powiatu, Kołobrzegu, wynosi ok. 20 km.
W gminie czynne są 2 agencje pocztowe: Siemyśl (nr 78-123) i Charzyno (nr 78-122).

### Historia kolei wąskotorowej
Miejscowości gminy Siemyśl (Charzyno, Trzynik) uzyskały połączenie kolejowe na przełomie XIX i XX w. po wybudowaniu Kołobrzeskiej Kolei Wąskotorowej o szerokości 1000 mm, która połączyła Kołobrzeg z Reskiem i Gryficami.
W 1961 r. przestały kursować pociągi do Kołobrzegu (zamknięciu uległa stacja w Charzynie). Do 1962 r. kursowały pociągi pasażerskie na trasie Gryfice – Gościno. Na pozostałych liniach pozostał ruch towarowy, który przez długie lata, do 1990 r., wciąż odgrywał dużą rolę. Cała sieć straciła spójność w czerwcu 1999 r., gdy zdemontowano przęsła torów na przejazdach kolejowo–drogowych w ciągu szosy E28 w Wicimicach, Rymaniu i Ramlewie. W okolicach Gościna (układ torowy stacji, linia w kierunku Sławoborza i częściowo linia w kierunku Rymania) oraz tory na odcinku Skrzydłowo – Tąpadły zdemontowano na przełomie lat 2006/2007.

## Oświata
Na terenie gminy funkcjonują Szkoła Podstawowa im. Noblistów Polskich w Siemyślu oraz Publiczna Szkoła Podstawowa im. Armii Krajowej w Charzynie. Na terenie gminy znajdują się także punkty przedszkolne.

## Kultura i sport
Na terenie gminy funkcjonuje Gminna Biblioteka Publiczna w Siemyślu wraz z filiami (Trzynik, Charzyno, Byszewo).
W gminie Siemyśl funkcjonuje klub sportowy Jantar Siemyśl (północna grupa koszalińskiej klasy okręgowej).

## Wspólnoty religijne
Teren gminy obejmują parafia rzymskokatolicka pw. św. Stanisława Kostki w Siemyślu i parafia rzymskokatolicka pw. św. Franciszka z Asyżu w Charzynie.

## Bezpieczeństwo
Teren gminy obejmuje Posterunek Policji w Rymaniu, podlegający Komendzie Powiatowej Policji w Kołobrzegu.
Na terenie gminy działają 3 jednostki Ochotniczej Straży Pożarnej (Siemyśl, Charzyno, Świecie Kołobrzeskie), w tym jedna włączona w skład krajowego systemu ratowniczo-gaśniczego (Siemyśl). Akcje wspomaga Komenda Powiatowa Państwowej Straży Pożarnej w Kołobrzegu, dysponująca specjalistycznym sprzętem.

## Administracja i samorząd
W 2016 r. wykonane wydatki budżetu gminy Siemyśl wynosiły 14,3 mln zł, a dochody budżetu 14,6 mln zł. Zobowiązania samorządu (dług publiczny) według stanu na koniec 2016 r. wynosiły 2,4 mln zł, co stanowiło 16,3% poziomu dochodów.
Wójtowie Gminy Siemyśl:
- Zenon Jerzy Malinowski (2002–2010)
- Marek Dołkowski (2010–)

Gmina jest obszarem właściwości Sądu Rejonowego w Kołobrzegu. Sprawy z zakresu ubezpieczeń społecznych oraz sprawy gospodarcze są rozpatrywane przez Sąd Rejonowy w Koszalinie. Gmina jest obszarem właściwości Sądu Okręgowego w Koszalinie. Gmina (właśc. powiat kołobrzeski) jest obszarem właściwości miejscowej Samorządowego Kolegium Odwoławczego w Koszalinie.
Mieszkańcy gminy Siemyśl razem z mieszkańcami gmin Gościno i Rymań wybierają 3 radnych do Rady Powiatu w Kołobrzegu, a radnych do Sejmiku Województwa Zachodniopomorskiego w okręgu nr 3. Posłów na Sejm wybierają z okręgu wyborczego nr 40, senatora z okręgu nr 99, a posłów do Parlamentu Europejskiego z okręgu nr 13.
| Nr okręgu | Granice okręgu                     | Liczba radnych |
| --------- | ---------------------------------- | -------------- |
| 1         | Białokury                          | 1              |
| 2         | Byszewo                            | 1              |
| 3         | część Charzyna                     | 1              |
| 4         | część Charzyna                     | 1              |
| 5         | część Charzyna                     | 1              |
| 6         | część Charzyna, Niemierze, Grabowo | 1              |
| 7         | Kędrzyno, Paprocie, Wędzice        | 1              |
| 8         | Morowo, Świecie Kołobrzeskie       | 1              |
| 9         | Nieżyn, Mącznik                    | 1              |
| 10        | część Siemyśla                     | 1              |
| 11        | część Siemyśla                     | 1              |
| 12        | część Siemyśla                     | 1              |
| 13        | część Siemyśla, Unieradz, Izdebno  | 1              |
| 14        | część Trzynika                     | 1              |
| 15        | część Trzynika, Wszemierzyce       | 1              |
|           | Razem (Σ)                          | 15             |

## Współpraca międzynarodowa
- Gmina Liepe w powiecie Barnim w kraju związkowym Brandenburgia – gmina partnerska gminy Siemyśl